# Teorema de Banach-Steinhaus
En matemàtiques, en l'àrea d'anàlisi funcional, el teorema de Banach-Steinhaus o principi de la fita uniforme
és un dels resultats bàsics. El seu enunciat és el següent:
Siguin {\displaystyle E} i {\displaystyle F} dos espais de Banach. Sigui {\displaystyle {\mathcal {T}}\subset {\mathcal {L}}(E,F)} un subconjunt (no necessàriament numerable). Suposem que per a tot {\displaystyle x\in {\mathcal {T}}} es tingui que {\displaystyle \sup\{\|Tx\|_{F};T\in {\mathcal {T}}\}<\infty }. Aleshores, {\displaystyle \sup\{\|T\|_{{\mathcal {L}}(E,F)};T\in {\mathcal {T}}\}<\infty }.
La demostració es basa en el teorema de categories de Baire.